# ソニー・ピクチャーズ テレビジョン
ソニー・ピクチャーズ テレビジョン（Sony Pictures Television Inc.）は、ソニー・ピクチャーズ エンタテインメントの子会社で、アメリカでテレビ番組の制作を事業とする企業。
2002年までコロンビア・トライスター テレビジョン（Columbia TriStar Television）という名称であったが、ソニーが買収したためブランド名が変更となった。また、ソニーは全米放送ネットワーク及び数多くのケーブルテレビ局に対してドラマのみならずトークショーやリアリティ番組など多様な番組コンテンツを提供している。

## 主な制作番組
- ヤング・アンド・ザ・レストレス（CBS）
- ジェパディ!（番組販売（番販））
- ホイール・オブ・フォーチュン（番版）
- となりのサインフェルド（NBC）
- PAN AM/パンナム（ABC）
- ブレイキング・バッド（AMC）
- ベター・コール・ソウル（AMC）
- THE BLACKLIST/ブラックリスト（NBC）
- ブラックリスト リデンプション（NBC）
- HELIX -黒い遺伝子-（Syfy）
- エレクトリック・ドリームズ（Channel 4）
- オリジン（YouTube Premium）
- ユニークライフ（Netflix）
- ザ・クラウン（Netflix）
- プリーチャー（AMC）
- ハンニバル（NBC）
- ダメージ（FX）
- ザ・ボーイズ（Amazonビデオ）
- コブラ会（YouTube Red、YouTube Premium、Netflix）
- ドラゴンズ・デン（BBC）、シャーク・タンク（ABC）[1][2][3]
- アウトランダー (Starz)